# Goux, Gers
Goux är en kommun i departementet Gers i regionen Occitanien i sydvästra Frankrike. Kommunen ligger i kantonen Plaisance som tillhör arrondissementet Mirande. År 2022 hade Goux 63 invånare.

## Befolkningsutveckling
Antalet invånare i kommunen Goux
Referens:INSEE